# باور 970

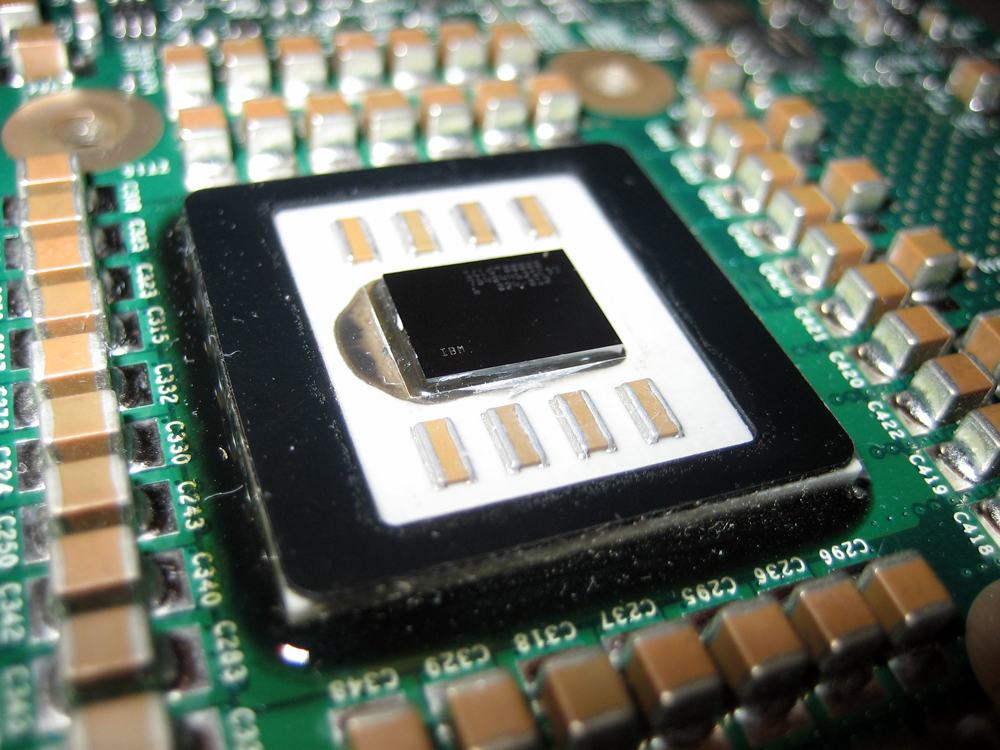

## مصطلحات
معمارية (Architecture): هي تصميم المعالج الداخلي الذي يقرر مدى سرعة وكفاءة المعالج في تنفيذ التعليمات. القلب (Core): محرك معالجة التعليمات في المعالج، باستثناء ذاكرة كاش. الناقل الأمامي (Front-Side-Bus): قسم من الدارة البينية الخارجية للمعالج التي تتصل بطقم الرقاقات. الأنبوب (Pipeline): الطريق الذي ينفذ فيه المعالج التعليمات. ويمكن وجود عدة تعليما في الأنبوب في الوقت ذاته، كل منها في مرحلة مختلفة. المعالج (Processor): ويعرف بوحدة المعالجة المركزية. وهي الرقاقة التي تعمل كعقل للحاسوب، وتنجز تعليمات البرامج لنظام التشغيل، وجميع التطبيقات.

## تعريف الـ CISC
تنطق سيسك وهي اختصار للجملة Complex Instruction Set Computer أغلب الكمبيوترات الشخصية تستخدم معمارية CISC والتي تدعم مجموعة أوامر Instruction Set قد يصل عددها إلى 3000 أمر أو أكثر في بعض الأحيان. الدافع الأساسي وراء هذه التقنية (CISC) هو تخفيض التكلفة العامة للكمبيوترات وذلك عن طريق جعل البرمجة -وهي العنصر الأكثر تكلفة في أي نظام كمبيوتر- أكثر سهولة وبالتالي أقل تكلفة. ويتلخص جميع ذلك بتطبيق مبدأ بسيط وهو نقل التعقيد من عالم البرمجيات إلى عالم العتاد.

## تعريف الـ RISC
تنطق ريسك وهي اختصار للجملة Reduced Instruction Set Computer وهي نوع من المعالجات التي تتعرف على محدود نسبياً من الأوامر Small Instruction Set حوالى الـ (200) أمر. من ميزات أوامر هذا النوع أنها قصيرة ومبسطة مما يسرع في عملية التنفيذ، وميزة أخرى قد تكون أكثر أهمية وهي أنه لبساطة أوامر هذا النوع فقد أصبح بالإمكان التقليل من عدد الترانزستورات مما سيؤدي بالضرورة إلى خفض تكلفة التصنيع... Power Architecture.

## تعريف: PowerPC
هي معمارية مبنية تعتمد تقنية RISC، طورت هذه المعمارية بالتعاون بين IBM وApple Computer وMotorola Corporation. والاسم مشتق من تسمية معمارية IBM بأخذ الحروف الأولى من: Performance Optimization With Enhanced RISC. أي POWER ومن ثم إضافة PC للتوضيح بأن هذه المعالجات موجهة بشكل أساسي للمستخدم الشخصي، إذن PowerPC عبارة عن معمارية مشتقة من معمارية POWER مع بعض التعديلات لجعلها مناسبة لعالم الحاسبات الشخصية. وأشهر تطبيق عملي لهذه المعالجات سلسلة حاسبات Apple PowerPC's وبشكل عام بنية Power هو مصطلح عام لوصف مجموعات تعليمات مشابه للمعالجات RISC (معالجات RISC تدعم مجموعات صغيرة من التعليمات حتى تحافظ السرعة العالية) يتم تطويرها وتصنيعها من قبل شركات مثل BM وFreescale وAMCC وTundra وPA Semi، السلطة المتحكمة بهذه البنية هي Power.org التي تضم أكثر من 40 شركة ومنظمة.

## لمحة تاريخية
بدأت بنية Power في شركة أي بي ام في أواخر عام 1980م، عندما أرادوا بينة RISC عالية الأداء لمجموعتهم المتوسطة من الخوادم ومحطات العمل، فكانت النتيجة «بنية POWER» (لاحظ أن POWER تختلف عن Power) الذي تم تنفيذه لأول مرة في عام 1990 في حواسيب RISC System/6000 الذي عرفت لاحقا باسم RS/6000، لقد كان عبارة عن معالج RIOS بـ 11 شريحة والذي أصبح يعرف باسم POWER1، لقد تطور معالج RISC ذو شريحة واحد (RSC) من معالج RIOS. وفي عام 1992م كونت Apple وMotorola وIBM تحالف AIM لتطوير نسخة للتصنيع الضخم من معالج POWER، فكانت النتيجة «بنية PowerPC» وهي عبارة عن نسخة معدلة من بنية POWER، وتم تنفيذ هذه البنية الجديدة في معالج PowerPC 601 في 1993م - معتمدين بحد كبير على RSC - التي وجدت طريقها في حواسيب أبل Power Mac وأنظمة أي بي ام RS/6000. وفي نفس الوقت واصلت IBM تطوير بنية POWER لأنظمة RS/6000 مما أسفر عن معالج POWER2 ذو ثمانية شرائح في عام 1993م ونسخة ذات شريحة واحدة سميت P2SC " POWER2 Super Chip" في عام 1996م. في أوائل 1990م سعت IBM لاستبدال بنية CISC ببنية RISC في حواسيب المتوسطة AS/400، وتم تطوير هذه البنية تحت مسمى التطويري أمازون والذي أصبح يشار إليه في وسط المهندسين الذي يعملون على المشروع باسم PowerPC-AS ("Advanced Series" أو "Amazon Series")، والذي كان مقررا أن يكون منصة خادم متعدد المعالجات معتمدا على RSC، وفي الوقت الذي واصل الباحثون في مختبرات البحوث في شركة IBM تطوير RSC ليدعم الربط الداخلي مع معالج64 بت وإضافة مزايا مخصصة لأنظمة AS/400، انضم مطور أنظمة RS/6000 ليضيفوا بعض من مزايا POWER2، مما انتهى بهم المطاف إلى خط RS64 لمعالجات 64 بت في عام 1997م، والتي استعملت في أنظمة AS/400 وRS/6000. واصلت تحالف AIM تطوير PowerPC من عام 1995م إلى 1997م وأطلق الجيل الثاني من معالجات PowerPC : PowerPC 602 الموجهة لمنصات الألعاب PowerPC 603 الموجهة للأجهزة المضمنة والحواسيب المحمولة PowerPC 604 الموجهة لمحطات العمل PowerPC 620 معالجات 64بت عالية الأداء موجهة للخوادم. ولكن لم تحصلت معالجات 602 و620 على الانتشار الواسع، بينما حصلت معالجات 603 و604 والإصدارات التي تلتهما على شعبية واسعة في ميادينها، وقامت شركة IBM وموتورولا بإنشاء توسيع " Book E" لمعالجات PowerPC لتستعملها في التطبيقات المضمنة: معالجات PowerQUICC لموتورولا وعائلة PowerPC 400 لـ IBM. ثم أطلق التحالف في عام 1997م آخر جهوده بالجيل الثالث PowerPC 750، بعد ذلك ذهبت شركة IBM وموتورولا كلا على طريقتها في تطوير بنية PowerPC، لقد انتشرت معالجات الجيل الثالث G3 انتشار واسع في الحواسيب والأجهزة المضمنة، وحافظت IBM على نمو عائلة 750 في السنوات التالية، واختار شركة موتورولا التركيز على السوق الأجهزة المضمنة بتصاميم PowerPC SoC وما أطلقوا عليه الجيل الرابع PowerPC : PowerPC 7400 الذي يتضمن وحدة SIMD: Altivec. وفي عام 1998م جاء POWER3 الذي وحد بنى PowerPC وPOWER2، ولكن استخدمته شركة IBM فقط في خوادمها RS/6000. وفي عام 1999م جاء " PowerPC G4" واستعملته شركة أبل في بناء محطات العمل والحواسيب المحمولة، بالإضافة إلى العديد من الشركات في سوق الاتصالات. وشهد عام 2000م آخر تطبيق لبنية PowerPC-AS (RS64-IV) في أنظمة AS/400 وRS/6000، والتي أعيد تسميتها الآن eServer iSeries وeServer pSeries على التوالي، وقامت شركة IBM بصنع معالج Gekko لتستعمل في طرفية الألعاب نينتتدو والذي يستند على PowerPC 750CXe، وقامت أيضا ببناء Rivina معالج 64بت تجريبي الذي أصبح أول معالج دقيق يتجاوز حاجز 1 جيجاهرتز. وفي عام 2001م أدخلت شركة IBM معالج POWER4 الذي وحد واستبدل بنى PowerPC-AS وPOWER3، وفي عام 2002 كانت شركة أبل بحاجة ماسة إلى معالج PowerPC عالي الأداء وأقنعت شركة IBM بصنع PowerPC 970 ذو 64 بت، ووصفته شركة ابل بالجيل الخامس لـ PowerPC أو G5، لقد كان مشتقا من POWER4 ولكن كانت تنقصه بعض المزايا الموجهة للخوادم، ولقد استخدمته شركة ابل وIBM المعالج 970 بالإضافة إلى بعض التطبيقات المضمنة عالية الأداء. وفي عام 2004م دشنت شركة IBM POWER5 والسنة التي بعدها دشنت POWER5+، وفي عام 2005م تم تأسيس Power.org بواسطة شركة IBM و15 شركة أخرى كمنظمة مهمتها تطوير وتعزيز المنتجات التي تعمد على بينة Power. وشهد 2005م أيضا مواصفات معالج الخلية، والذي طور بالتشارك بين شركة IBM وسوني وتوشيبا لمدة أربع سنوات، والذي استعمل بشكل أساسي لبلاي ستشن 3 من شركة سوني، وهو يستخدم نواة واحدة من بنية Power ذت 64 بت، بالإضافة إلى 8 أنوية SIMD تسمى SPE، وكذلك كشفت عن معالج زينون (معالج 64بت ثلاثي النواة) الذي استخدمته شركة مايكروسوفت في Xbox 360، وبمعالج 32بت Broadway المعتمد على بينة PowerPC التي تستعمله نينتندو في منصة Wii، وضعت شركة IBM بنية Power في أهم ثلاث منصات ألعاب المنتمية إلى الجيل السابع. وفي مايو 2007 أطلق IBM معالجها الفائق POWER6 التي تصل سرعته إلى 4.6 جيجا هرتز مضاعفا أداء سلفه POWER5، وفي نفس اليوم أعلنت AMCC عن معالجها المضمن Titan عالي الأداء، حيث تصل سرعته إلى 2 جيجاهرتز ويستهلك القليل من الطاقة والذي سيتوفر في عام 2008م. و
ووفقا لقائمة TOP-500 فإن سبعة من عشرة أسرع الحواسيب الفائقة السرعة في العالم و21 من 50 أسرع حاسوب تستعمل تقنية IBM تقوم على بنية Power، ومن أسرع عشرة حواسيب أربعة تستعمل معالجات بنية Power كعناصر حساب وثلاثة تستخدمهم كمعالجات اتصال.
وآخر معالجات POWER هو معالج PowerPC 970 من IBM وهو المستخدم في حواسب Apple G5 الحديثة والفائقة القوة ومواصفاته كالتالي:
| المواصفة          | تفصيل |
| ----------------- | --- |
| التردد:           | من 1.4 مليار هيرتز إلى 1.8 مليار هيرتز. (1.4Ghz to 1.8Ghz) |
| المعمارية:        | 64 bit PowerPC متوافقة مع معمارية 32-bit السابقة. |
| ذاكرة الكاش:      | ألف بايت ذاكرة كاش مخصصة للأوامر. (64KB Instruction Cache) 32 ألف بايت ذاكرة كاش مخصصة للبيانات. (32KB Instruction Cache) 512 ألف بايت ذاكرة كاش من المستوى الثاني. (512KB L2 Cache) الانبعاث الحراري: 42 واط عند التردد 1.8 مليار هيرتز (1.8Ghz) 19 واط عند التردد 1.4 مليار هيرتز (1.4Ghz) |
| الانبعاث الحراري: | سطر |
| تقنية التصنيع:    | 0.13 ميكرو ميليمتر CMOS |

## تصميم ثنائي النواة
رقاقة الـ 970 MP تتضمن وحدتي معالجة (core), كل واحدة منها تتضمن نواة تنفيذ مع خابية L1 (level1) cash وL2 (level2) cash... وكلا الوحدتين تملك خطوط طاقة منفصلة.تعتمد هذه المعالجات تقنية SIMD التي توظف لتحقيق التوازي في التعامل مع المعطيات. خابية (cache) التعليمات هي أكبر بمرتين من خابية البيانات (64 مقابل 32 كيلوبايت).(يمكن إصدار حتى 10 تعليمات إلى وحدات التنفيذ كل دور ساعة). كما توجد وحدتا تنفيذ لعمليات الفاصلة العائمة ويوجد وحدة تنفيذ للقيام بعمليات ضرب وجمع الأشعة (يوجد ملف سجلات للأشعة مؤلف من 80 مدخل). تم تصميم هذه الوحدة لدعم أداء المعالج في المسائل المتعلقة بالرسوم البيانية وغيرها من العمليات التي قد تستخدم الأشعة، تقوم وحدات الفاصلة العائمة بعمليتي الجذر والقسمة.و يوجد: وحدتين للأعداد الصحيحة + وحدتين لعمليات القراءة والكتابة + وحدة لعمليات التفريع. طول قناة التوارد يتراوح بين 16 بالنسبة لعمليات الأعداد الصحيحة إلى 25 مرحلة بالنسبة لعمليات الأشعة.لذا فإن خطأ التفريع يكون مكلفاً جداً وهذا ما توجب أن يكون معدل الإصابة في توقع التفرع أكثردلالة للحقيقة.
بالنسبة للـ l2 cash فهي عبارة عن خابية مستوى ثاني متكاملة بحجم 1 ميغابايت لكل نواة (core). ولتخفيض الزمن المصاحب لعمليات القراءة والكتابة من الممكن القيام بعمليات جلب مسبقة عتادياً من خابية المستوى الثاني. ويتم تنظيم التعليمات بشكل ديناميكي ويمكن أن يكون التنفيذ بدون ترتيب (يتغير الترتيب إذا كان لا يؤثر على النتيجة). بكحد أقصى هناك 215 عملية يتم تنفيذها في وحدات التنفيذ المختلفة في قناة التوارد، وبحسب عمق قناة التوارد. يوجد للنواتين وحدة تحكم منطقية مشتركة لتنظيم تدفق المعطيات من وإلى رقاقة المعالج. لا يوجد مستوى ثالث للخابية بين الذاكرة والمعالج، بسبب حدودية دور الساعة وحجم الخابية الثانية الكبير نسبياً. إن معالج IBM PowerPC 970MP هو معالج 64بت يمكنه معالجة تعليمات 32بت من أسرة الـ PowerPC.

## خط الربط في المعالج
يتمتع المعالج بسرعة عالية في خطوط النقل الخاصة به وذلك لدمج واجهة به عند عنلية تصميمه... بالنسبة للواجهة الفيزيائية قد تحتوي بعض الميزات عن سابقاتها.. معالج 970 MP استبدل سجلات ال SCOM الخمسة بإصدار fx السابق بمجموعة مكونة من 16 سجل SCOM هي: 8 سجلات (16 بت) مخصصة للأخطاء سجل واحد ساعة التأخير. سجلان IAP كل منهما 64 بت تسمح ببرمجة من طراز IAP. أربع سجلات نموذجية (16 بت). سجل حالة (16 بت).

## استهلاك الطاقة
يقلل هذا المعالج من استهلاك الطاقة باستخدام تقنيات كإطفاء الطاقة عن النواة غير العاملة أو خفض التوتر في حالات عدم الضغط.

## الترخيص
تعتبر تقنية بنية Power تقنية مغلقة، ولكن مفتوحة لمنح التراخيص للأطراف الثالثة، الشركات يمكن أن تختار ترخيص لأي شيء من نواة واحد محددة سلفا إلى أسرة كاملة من منتجات بنية Power، وتقوم IBM بإعطاء تراخيص عن كيفية تنفيذ أنوية بنية Power ذات 32 بت و64 بت على شكل تصاميم جاهزة أو طريقة تصميمها، وتقوم بذلك مباشرة أو عن طريق أحد شركائها في مركز تصميم Power مثل HCL Technologies أو Synopsys. والشركات التي رخصت لتصميم معالجتها الخاصة بالاعتماد على بينة Power تضم Tundraو AMCC وHCL وCulturecom وPA Semi وXilinxو Microsoftو Rapport وSony وHoneywellو Toshiba وCray.

## يوجد لدينا أربع معالجات لهذه العائلة
)The PowerPC 970، PowerPC 970FX، PowerPC 970GX، and PowerPC 970MP) ….
وهي عبارة عن 64 بت من معالجات ال (Power Architecture) من (آي بي إم) والتي ادخلت عام 2002 وأخذت بالتطور لعام 2006...
هذه العائلة 970 تم إنشاؤها من قبل شركت (Apple and IBM)...ودخل هذا المشروع تحت اسم المعالج جيجا ألترا لايت (Giga Processor Ultra Light)....حيث المعالج جيجا هو الاسم الرمزي لمعالج (POWER4)..

## سنتحدث عن المعالج (PowerPC 970)
حيث أعلن عنه من قبل شركة (آي بي إم) في أكتوبر 2003... ووصفت شركة (تفاح (توضيح)) ال (باور 970) من إحدى المنتجات القائمة على أساس ال (G5) وهي الجيل الخامس من معالجات (القوة)... ويحوي على (512KB) من السرعات الكاملة.. وسرعة الساعة من 1.6 إلى 2.0 غيغاهرتز
والجانب الأمامي يشغل في نصف سرعة ساعة المعالج..
بالإضافة إلى أنه يعد جوهر واحد مشتق من معالج (POWER4)ويمكن معالجة كل 32 بت و 64 بت من تعليمات ال (القوة)... وهي تحوي على وحدة الجلب المسبق (prefetch unit) وثلاثة طرق من وحدات فروع التنبؤ (branch prediction unit).. مثل معالج POWER4، الجانب الأمامي هو الذي يسع المراحل الطويلة... كما أن عمليات ال (fetch) وال (decode) في المعالج (باور 970) تصل إلى ثمانية تعليمات.. وتقوم بإرسال ما يصل إلى خمسة مراكز محجوزة وإصدار ما يصل من ثمانية إلى وحدات التنفيذ والتقاعد والتي تصل للخمسة في كل دورة...
خطوط التنفيذ كانت تطول مقارنة مع معالج POWER4 لتحقيق أعلى الترددات على مدار الساعة... وتحتوي على ثمان وحدات تنفيذ.. اثنين من وحدات الحساب والمنطق (ALUs)، واثنين من وحدة الدقة المزدوجة للنقطة العائمة (double precision floating-point units)، واثنين من وحدات التحميل والتخزين...واثنين من وحدات (AltiVec).

## سنتحدث عن المعالج (PowerPC 970FX)
يستخدم عملية تصنيع المعالج 90 نانومتر، ويبلغ الحد الأعظمي لتصنيف ال (القوة (توضيح)) في 11 وات عند 149 درجة فهرنهايت.. (65 درجة مئوية) في حين سجل حينها1 غيغاهيرتز وبحد أقصى عند 48 واط في 2 غيغاهيرتز.

## سنتحدث عن المعالج (PowerPC 970MP)
أعلنت شركة (آي بي إم) رمز 970MP، واطلق عليها اسم «قلب العقرب»، يوم 7 يوليو 2005 على (Power) في كل أنحاء طوكيو.. و970MP هو مزدوج الأساسية المشتقة من 970FX تبلغ سرعة الساعة بين 1.2 غيغاهرتز و 2.5 غيغاهرتز، وبحد أقصى استهلاك الطاقة من 75 واط عند 1.8 غيغاهيرتز و 100 واط في 2.0 غيغاهرتز.. مثل 970FX، تم إنتاج هذه الشريحة في عملية 90 نانومتر.

## سنتحدث عن المعالج (PowerPC 970GX)
وهذا المعالج هو الوحيد الملغى من إصدار (باور 970).. أظهرت 1 ميغابايت، وكانت ستكون متاحة في الترددات من 1.2 إلى 3 غيغاهرتز.